# نجف لک‌زایی
نجف لک‌زایی (متولد ۱۳۴۸ در سیستان) پژوهشگر علوم دینی و سیاسی، استاد تمام گروه علوم سیاسی دانشگاه باقرالعلوم، معاون سابق فرهنگی مجمع جهانی اهل بیت و رئیس پژوهشگاه علوم و فرهنگ اسلامی است.
او برادر حبیب لک‌زایی (۱۳۴۲–۱۳۹۱) از فرماندهان ارشد سپاه پاسداران انقلاب اسلامی در جنوب شرق ایران و جانشین سپاه سلمان سیستان و بلوچستان است.

## زندگی
نجف لک‌زایی در سال ۱۳۴۸ در سیستان متولد شد. وی دوره کودکی و دبستان را در زادگاهش گذراند. در سال ۱۳۶۰ وارد حوزه علمیه مرهم شریفی و در سال ۱۳۶۴ وارد حوزه علمیه قم شد. نامبرده هم‌زمان با تحصیل در حوزه علمیه، از سال ۱۳۶۰ تا ۱۳۸۲، موفق شد تحصیلات دانشگاهی خود را در رشته علوم سیاسی در مقاطع کارشناسی، کارشناسی ارشد و دکتری به پایان برساند. لک زایی پیش از این رئیس پژوهشکده علوم و اندیشه سیاسی بود. وی معاون سابق فرهنگی مجمع جهانی اهل بیت بود. همچنین از آذر سال ۱۳۹۳ به عنوان رئیس پژوهشگاه علوم و فرهنگ اسلامی و معاون پژوهشی دفتر تبلیغات اسلامی حوزه علمیه قم منصوب شد. بنا به گزارش پایگاه اطلاع‌رسانی پژوهشگاه علوم و فرهنگ اسلامی، نجف لک زایی به مرتبه استادی ارتقاء یافت. او همچنین براساس اعلام پایگاه خبری دفتر تبلیغات اسلامی در سال ۹۹ موفق به کسب رتبه نظریه‌پرداز برجسته در یازدهمین دوره جشنواره فارابی شده‌است.

## کتاب‌های فارسی
- اندیشه سیاسی صدرالمتالهین
- اندیشه سیاسی آیه‌الله مطهری (به اهتمام)
- امنیت متعالیه
- اندیشه سیاسی امام خمینی (ره)
- تاریخ فرهنگی سیاسی ایران معاصر
- اندیشه سیاسی آیه‌الله آصفی
- سیر تطور تفکر سیاسی امام خمینی (ره) (به زبان اندونزیایی)
- سیره پیامبر اعظم (ص) در گذر از جامعه جاهلی به جامعه اسلامی
- تحولات سیاسی ـ اجتماعی ایران معاصر
- درآمدی بر مستندات قرآنی فلسفه سیاسی امام خمینی
- چالش سیاست دینی و نظم سلطانی با تأکید بر اندیشه و عمل سیاسی علمای شیعه در عصر صفویه
- سیر تطور تفکر سیاسی امام خمینی (ره)
- آفاق الفکر السیاسی عند صدرالمتالهین
- روضه الانوار عباسی: مبانی اندیشه سیاسی و آیین مملکت‌داری
- اندیشه سیاسی محقق سبزواری
- زمینه‌های انقلاب اسلامی ایران (با همکاری منصور میراحمدی)

## کتاب‌های غیر فارسی
- اشکالیة العلاقة بین السیاسة الدینیة و النظام الملکی؛ آالفکر والأداء السیاسی لعلماء الشیعة فی العصر الصفوی نموذجاً، الدکتور نجف لک زایی، ناشر: دارالمعارف الحکمیه، بیروت، لبنان.
- آفاق الفکر السیاسی عند صدر المتالهین، نجف لک زایی، ولید محسن (مترجم)، ناشر: مؤسسه دائرةالمعارف فقه اسلامی
- آفاق الفکر السیاسی عند المحقق السبزواری، نجف لک زایی، محمد عبدالرزاق (مترجم)، ناشر: مؤسسه دائرةالمعارف فقه اسلامی
- آفاق الفکر السیاسی عند الاستاذ الشهید مطهری، نجف لک زایی، ولید محسن (مترجم)، عدنان حسینی (مصحح)، ناشر: مؤسسه دائرةالمعارف فقه اسلامی